# Gottschalk von Diepholz

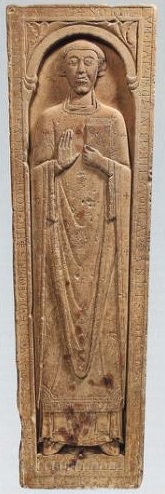
Grabplatte des Bischofs Gottschalk von Osnabrück aus der ersten Hälfte des 12. Jhs. in der Kirche von Schloss und Kloster Iburg.

Gottschalk von Diepholz († 1. Januar 1119) war von 1110 bis 1119 Bischof von Osnabrück.

## Leben
Gottschalk war der erste Bischof des Bistums, der aus einer bekannten Familie stammte. Er gehörte dem Haus der Grafen von Diepholz an und war Sohn des gleichnamigen Vaters. Er wurde Dompropst in Minden.
Er wurde von Heinrich V. zum Bischof ernannt. Gleichwohl stand er danach auf päpstlicher Seite und war Gegner des Kaisers. Sein Tod fiel in die Zeit eines sächsischen Aufstandes gegen den Kaiser. Über seine sonstige Tätigkeit ist kaum etwas bekannt.
Er wurde in der Klosterkirche des Benediktinerklosters in Iburg bestattet. Sein prächtiges Grabmal ist erhalten.